# Jan Pieterszoon Coen
Pour les articles homonymes, voir Coen.
Jan Pieterszoon Coen, né le 8 janvier 1587 à Hoorn et mort le 21 septembre 1629 à Batavia, est un officier de la Compagnie néerlandaise des Indes orientales (VOC), nommé en 1618 gouverneur général des Indes néerlandaises, poste qu'il occupe de 1619 à 1623 et de 1627 à  1629.

## Biographie
Fils de marchand, il étudie l'arithmétique commerciale et la comptabilité à Rome avant d'entrer à la Compagnie néerlandaise des Indes orientales, Jan Pieterszoon Coen est partisan d’occuper effectivement certains territoires, d’implanter des Hollandais comme colons, et d’ajouter au commerce avec l’Europe le commerce avec les différents pays d’Asie.
Quand il arrive en Indonésie, la situation est délicate. Les habitants des Moluques supportent mal les exigences de la Compagnie. Le comptoir de Japara (Java) a été attaqué et détruit par l’armée du prince de Mataram. À Banten, il a fallu arrêter tous les achats de poivre et menacer de transporter la factorerie à Jakatra (Jakarta) pour faire baisser le prix du poivre. Les Anglais, soutenus par le prince local, vassal du sultan de Banten, attaquent les Hollandais dans leur magasin fortifié de Jakarta. Coen doit aller chercher des renforts aux Moluques. À son retour, il libère la forteresse, détruit la ville indigène et sa mosquée et construit Batavia sur ses ruines le 28 mai 1619.
Un traité de coopération est finalement signé à Londres avec  les Anglais le 17 juillet 1619, sans être suivi d'effet sur le terrain. Quand Jan Pieterszoon Coen demande leur aide aux Anglais pour envahir les îles Banda, où les insulaires ont assassiné Verhoef en 1609, ceux-ci rechignent. Le 27 février 1621, Coen débarque à Fort Nassau aux Banda pour une expédition punitive avec sa flotte et 1 655 Européens, 286 recrues javanaises, 100 mercenaires japonais, auxquels il faut ajouter les 250 hommes de la garnison du fort. Les hommes de Coen commencent à faire des ravages et la population tente de négocier la paix. À Lonthor, les villages sont incendiés et 883 personnes sont déportées et vendues comme esclaves à Batavia. D'autres indigènes fuient les Banda pour se réfugier à Céram, Kei et Aru. 44 notables les plus importants des îles sont mis au fer à fond de cale avant d'être décapités par les Japonais le 8 mai. Les comptoirs anglais de Lonthor et de Run sont investis, et la totalité des Banda est conquise. 
Coen est réprimandé par les 17 gentilshommes de la Compagnie pour sa brutalité, mais reçoit toutefois 3 000 florins pour sa conquête. La société des Banda est dès lors pratiquement éteinte. Sur une population estimée à 15 000 personnes avant 1621, pas plus d'un millier semble avoir survécu sur l’archipel, et en 1636, on ne compte que 560 indigènes, pour 539 Néerlandais et 834 étrangers libres. La Compagnie met en place des concessionnaires pour produire les noix de muscade.
Le 31 janvier 1623, Coen laisse son poste à Pieter de Carpentier et rentre aux Pays-Bas où il arrive le 23 octobre, et est reçu en héros. Il est nommé directeur général de la VOC à Hoorn et travaille à l'élaboration de nouvelles politiques. Pendant son absence, les relations avec les Anglais s'exacerbent, notamment avec le massacre d'Amboine en 1623. Le 3 octobre 1624, Coen est reconduit dans ses fonctions de gouverneur général des Indes orientales, mais son départ est retardé par les Anglais. En 1625, il se marie et parvient finalement à Batavia avec sa famille le 30 septembre 1627. À son retour, les Anglais ont abandonné Batavia et établi leur quartier général à Banten .

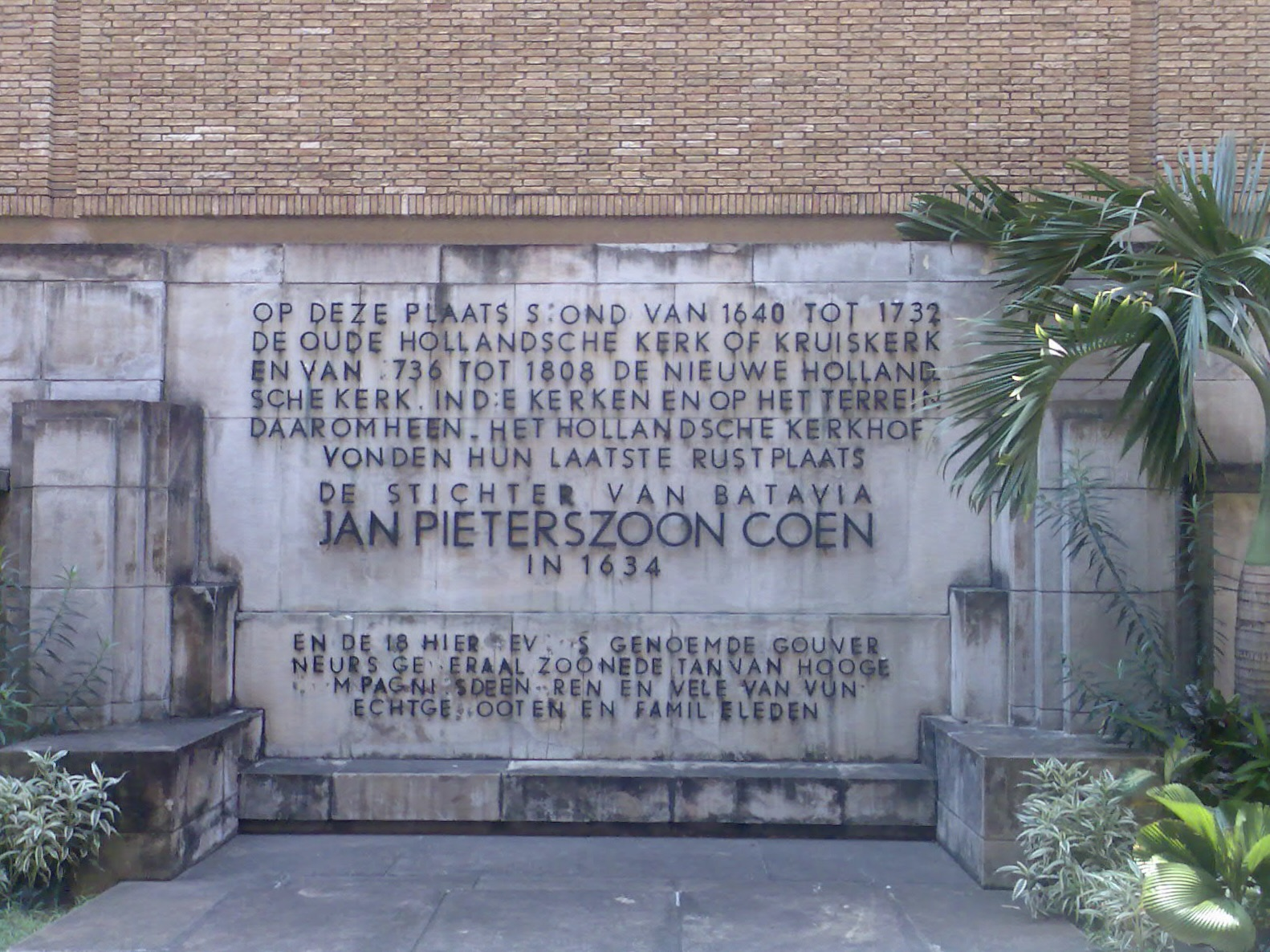
Plaque à Jakarta signalant l'emplacement de l'église, De Oude Hollandsche Kerk, où fut enterré Coen

Coen doit résister à deux attaques du Sultan Agung de Mataram contre Batavia en 1628 et 1629. Il meurt brutalement lors de la seconde, le 21 septembre 1629.